# 皮唐日-蓬泰克勒潘
皮唐日-蓬泰克勒潘（法語：Putanges-Pont-Écrepin，法語發音：[pytɑ̃ʒ pɔ̃.t‿ekʁəpɛ̃] ⓘ）是法国奥恩省的一个旧市镇，位于该省北部偏西，属于阿让唐区。皮唐日-蓬泰克勒潘于1965年由原市镇皮唐日（Putanges）和蓬泰克勒潘（Pont-Écrepin）合并而成。2016年1月1日，皮唐日-蓬泰克勒潘和相邻的另外8个市镇合并为新市镇皮唐日勒拉克（Putanges-le-Lac），皮唐日-蓬泰克勒潘为政府驻地。

## 地理
皮唐日-蓬泰克勒潘（48°45'50"N, 0°14'49"W）面积10.12 平方千米，位于法国诺曼底大区奧恩省，该省份为法国西北部内陆省份，北起顺时针与卡爾瓦多斯省、厄尔省、厄尔-卢瓦省、萨尔特省、马耶讷省和芒什省接壤。
与皮唐日-蓬泰克勒潘接壤的市镇（或旧市镇、城区）包括：莱罗图尔、拉弗雷奈欧索瓦日。
皮唐日-蓬泰克勒潘的时区为UTC+01:00、UTC+02:00（夏令时）。

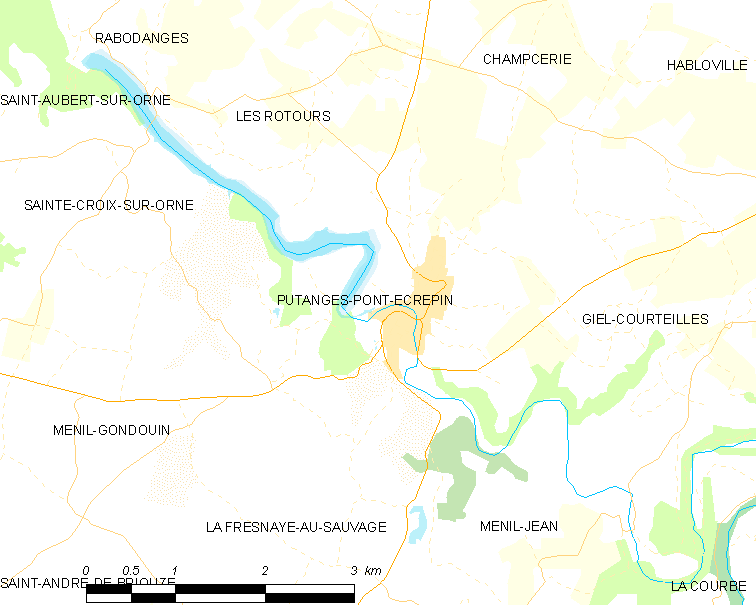
皮唐日-蓬泰克勒潘的OSM定位图

## 行政
皮唐日-蓬泰克勒潘的邮政编码为61210，INSEE市镇编码为61339。

## 政治
皮唐日-蓬泰克勒潘所属的省级选区为阿蒂斯-瓦勒德鲁夫尔县。

## 人口

1962-2008年间皮唐日-蓬泰克勒潘人口变化图示

皮唐日-蓬泰克勒潘于2018年1月1日时的人口数量为997人。